# 林広山
林 広山（はやし の ひろやま、生没年不詳）は、奈良時代後期の官人。姓は連のち宿禰。雅楽助・林久麻の子。官位は外従五位下・武蔵少掾。

## 経歴
孝謙朝の天平勝宝2年（750年）常陸国司・正七位上の官位にあった（常陸国筑波郡の調黄絁の墨書）。
外従五位下に叙せられた後、称徳朝の神護景雲2年（768年）武蔵少掾に任官する。なお、武蔵国の等級は上国であったが、前年の神護景雲元年（767年）弓削広方が初めて武蔵員外介に任じられ、さらに広山が初めて少掾に任ぜられていることから、この頃から大国に改められたものと思われる。神護景雲3年（769年）兄弟の林雑物らとともに連から宿禰に改姓している。

## 官歴
注記のないものは『続日本紀』による。
- 天平勝宝2年（750年） 10月：見常陸国司・正七位上[5][6]
- 時期不詳：外従五位下
- 神護景雲2年（768年） 閏6月3日：武蔵少掾
- 神護景雲3年（769年） 2月26日：連から宿禰に改姓

## 系譜
- 父：林久麻[7]
- 母：
- 生母不詳の子女
  - 男子：林稲麻呂[7]
  - 男子：林宇志[7]